# Cima (famiglia)
Cima fu una nobile famiglia originaria di Cingoli, nelle Marche.

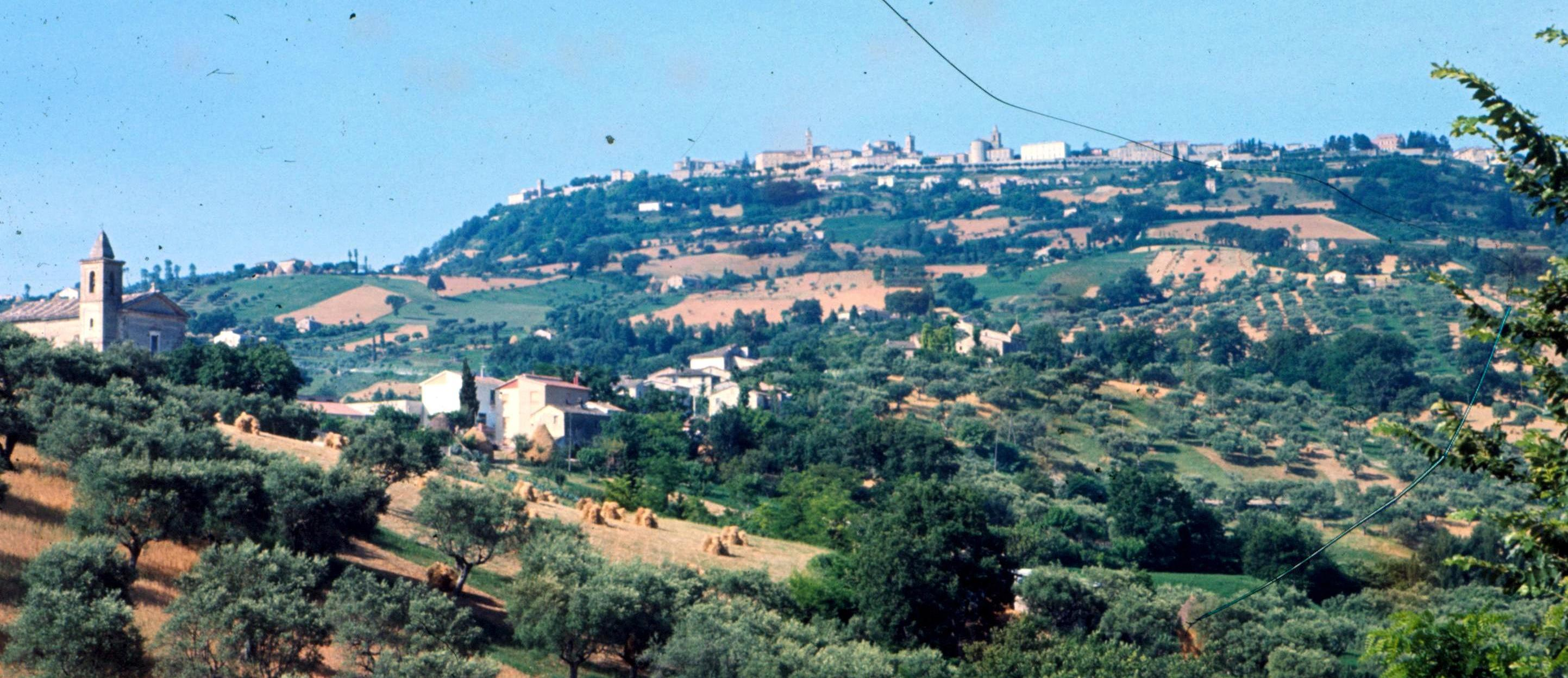
Panorama di Cingoli

## Storia
Le prime notizie della famiglia, di parte guelfa, risalgono al XII secolo e risulta estinta nella metà del XV secolo con l'esilio dalla città. Nel 1466 l'ultima esponente della famiglia nominò la cugina Elisabetta come erede. Elisabetta si sposò nel 1399 con Biagio Smeducci, vicario della Chiesa di San Severino Marche, che aggiunse allo stemma di famiglia una scala e due cime di palma.
Gli Smeducci tornarono a Cingoli nei primi anni del XVI secolo e cambiarono il proprio cognome con quello di Cima della Scala. Masio Cima della Scala ricostruì alcuni palazzi appartenuti all'originaria famiglia Cima.

## Esponenti illustri
- Attone Cima (XI secolo), capostipite della famiglia.
- Attone II Cima (?–1242), politico.
- Pagnone Cima (?–1340), giureconsulto e politico.
- Rinaldo Cima (?–1348), politico.
- Paolo Cima (?–1375), podestà di numerose città, tra cui Perugia, Siena e Bologna.
- Masio Cima (?–1386), politico, sposò Antonia Pepoli di Bologna.
- Benuttino Cima (1350 ca.-1400), politico, sposò Ambrosina figlia di Giovanni conte dell'Anguillara che gli diede tre figli Anfelisia, Giovanni, senatore romano, e Giovambattista .
- Giovanni Cima (?–1422), figlio di Benuttino, senatore di Roma nel 1407, sposò Rengarda Brancaleoni.
- Francesca Cima (?–1466), ultima esponente della famiglia.
- Elisabetta Cima (?–1466), unica erede della cugina Francesca.

## Possedimenti
- Palazzo Cima della Scala, Cingoli[2]